# Jelena Iljinitschna Poljonowa
Jelena Iljinitschna Poljonowa (russisch Елена Ильинична Полёнова; * 20. August 1983 in Oral) ist eine russische Handballspielerin.
Poljonowa wechselte 2005 von GK Dynamo Wolgograd zu Swesda Swenigorod. Mit Svesda gewann die Rückraumspielerin 2007 die russische Meisterschaft und den EHF-Pokal sowie 2008 die EHF Champions League und die EHF Champions Trophy. Poljonowa spielte bis 2010 bei Svesda. Nachdem Poljonowa in der Saison 2010/11 in Astrachan gespielt hatte, wechselte sie im Anschluss zu Le Havre in die französische Liga. Nach einer Saison in Le Havre, in der Poljonowa aufgrund einer Knieoperation nur wenige Spiele bestritt, wechselte sie zu Blanzat Sport Montluçon.
Poljonowa hat 106 Länderspiele für die russische Nationalmannschaft bestritten. Mit Russland wurde sie 2005 und 2007 Weltmeisterin. Bei den Europameisterschaften errang sie 2006 die Silbermedaille und 2008 die Bronzemedaille. Bei den Olympischen Spielen 2008 holte sie sich die Silbermedaille. Eine kurze Zeit später zog sie sich aus der Nationalmannschaft zurück.
Poljonowa gewann in den Jahren 2001 und 2003 mit Russland die U-20-Weltmeisterschaft.